# Лоуел Појнт (Аљаска)
Лоуел Појнт (енгл. Lowell Point) насељено је место без административног статуса у америчкој савезној држави Аљаска.

## Демографија
По попису из 2010. године број становника је 80, што је 12 (-13,0%) становника мање него 2000. године.
| Група             | 2000.      | 2010.      |
| Белци             | 83 (90,2%) | 77 (96,3%) |
| Афроамериканци    | 1 (1,1%)   | 0 (0,0%)   |
| Азијати           | 2 (2,2%)   | 0 (0,0%)   |
| Хиспаноамериканци | 2 (2,2%)   | 0 (0,0%)   |
| Укупно            | 92         | 80         |